# Spinnaker Tower
Pour les articles homonymes, voir Spinnaker.
La Spinnaker Tower (« tour Spinnaker ») est une tour haute de 170 m située à Portsmouth, au Royaume-Uni.
Inaugurée en 2005, c'est un bâtiment construit lors du réaménagement du port de Portsmouth qui est devenu l'un des symboles de la ville. Sa forme calquée sur celle d'une voile a été choisie par les résidents de Portsmouth à la suite d'un concours d'architectes. Elle reflète l'histoire maritime de la ville, qui abrite l'un des grands ports militaires d'Angleterre.
Le 12 juillet 2015, Doris Cicely Long, membre de l'ordre de l'Empire britannique âgée de 101 ans, est descendue en rappel le long de la tour sur une hauteur de 92,96 mètres ; ce qui fait d'elle la personne la plus âgée à descendre en rappel.
La tour, conçue par l'entreprise HGP Architects et les ingénieurs du Scott Wilson Group, a été construite par Mowlem.